# Thysanoplusia brachychalcea
Thysanoplusia brachychalcea là một loài bướm đêm trong họ Noctuidae.